# Scott Weiland
Scott Weiland, född Scott Richard Kline 27 oktober 1967 i San Jose i Kalifornien, död 3 december 2015 i Bloomington i Minnesota, var en amerikansk sångare, musiker och låtskrivare. Weiland var under sin karriär sångare i bland annat Stone Temple Pilots, Velvet Revolver och The Wildabouts.

## Karriär
Weiland var under 1990-talet sångare i rockbandet Stone Temple Pilots. Deras debutalbum Core släpptes i september 1992. Bandet splittrades 2003 och återförenades 2008.
2003 kom Weiland med i bandet Velvet Revolver med Slash, Duff McKagan och Matt Sorum från Guns n' Roses och Dave Kushner. Velvet Revolver har släppt albumen Contraband (2005) och Libertad (2007). De har också gjort en låt till Fantastic Four-soundtracket och en till soundtracket för Hulk.
Scott Weiland sparkades från Velvet Revolver den 1 april 2008. Den 27 februari 2013 meddelades det att Weiland även sparkats från Stone Temple Pilots.

## Privatliv
Weiland hade under delar av sin karriär problem med drogmissbruk. Den 3 december 2015 påträffades han död i sin turnébuss, 48 år gammal.

## Diskografi

### Soloalbum
- 1998 – 12 Bar Blues
- 2008 – "Happy" in Galoshes
- 2011 – The Most Wonderful Time of the Year
- 2015 – Blaster (som "Scott Weiland & The Wildabouts")

### Stone Temple Pilots
- 1992 – Core
- 1994 – Purple
- 1996 – Tiny Music... Songs from the Vatican Gift Shop
- 1999 – No. 4
- 2001 – Shangri-La Dee Da
- 2003 – Thank You
- 2010 – Stone Temple Pilots

### Velvet Revolver
- 2005 – Contraband
- 2007 – Libertad